# Soedan op de Olympische Zomerspelen 2016
Soedan nam deel aan de Olympische Zomerspelen 2016 in Rio de Janeiro, Brazilië. Tot de Soedanese ploeg behoorden zes atleten, actief in drie sporten. Abdalla Targan, actief op de 3000 meter steeplechase, droeg de nationale vlag tijdens de openingsceremonie.

## Deelnemers en resultaten
(m) = mannen, (v) = vrouwen 

### Atletiek
| Olympiër       | Discipline              | Resultaat | Prestatie             |
| -------------- | ----------------------- | --------- | --------------------- |
| Ahmed Ali      | 200 m (m)               | series    | series: 20.78 (7e)    |
| Abdalla Targan | 3000 m steeplechase (m) | series    | series: 8:52.20 (15e) |
|                |                         |           |                       |
| Amina Bakhit   | 800 m (v)               | series    | series: 2:07.65 (7e)  |

### Judo
| Olympiër              | Discipline | Resultaat    | Prestatie                                    |
| --------------------- | ---------- | ------------ | -------------------------------------------- |
| Iszlam Monier Suliman | –90 kg (m) | tweede ronde | tweede ronde verloor van Colton Brown: ippon |

### Zwemmen
| Olympiër                 | Discipline          | Resultaat | Prestatie           |
| ------------------------ | ------------------- | --------- | ------------------- |
| Abdelaziz Mohammed Ahmed | 50 m vrije slag (m) | 81e       | series: 27.71 (81e) |
|                          |                     |           |                     |
| Haneen Ibrahim           | 50 m vrije slag (v) | 84e       | series: 36.23 (84e) |